# Vranje
Vranje je grad u južnoj Srbiji središte istoimene općine u Pčinjskome okrugu. Leži u istoimenoj kotlini, na Vranjskoj rijeci, nedaleko od njena utoka u Južnu Moravu. Prvi se put spominje 1093. Pod Turcima od 1455. U tursko doba bio je raskrsnica putova iz Srbije prema Makedoniji i Bugarskoj, važno mjesto na moravsko-vardarskom drumu, poznat po proizvodnji oružja i željeznih predmeta i po kvalitetnoj kudjelji. Godine 1878. oslobođen je od Turaka. Vranje je rodno mjesto Bore Stankovića s brojnim turskim spomenicima. Nakon 2. svjetskog rata industrijsko središte s tvornicama obuće, tekstila, pokućstva, naftnih peći i drugo; izgrađen i moderan vinarski podrum. Cvjećarstvo, uzgoj pilića i bavljenje vrtom.